# Gordána
A Gordána szláv eredetű női név, feltehetően a Gordon férfinév női változata. Jelentése: büszke, méltóságteljes.
Leggyakrabban Horvátországban, Szerbiában, Montenegróban, Észak-Macedóniában, Szlovéniában, Bosznia-Hercegovinában előforduló név.
Becenevek: Goca, Goga, Dana.

## Gyakorisága
Az 1990-es években szórványos név, a 2000-es években nem szerepel a 100 leggyakoribb női név között.

## Névnapok
- május 10.[2] (magyar)
- január 30. és szeptember 3. (horvát)

## Híres Gordánák
- Gordana Baric, ausztráliai gyeptekejátékos
- Gordana Boban (sz. 1967), boszniai színésznő
- Gordana Bogojević (sz. 1974 - died 2009), szerb kosárlabdázó
- Gordana Božinovska (sz. 1965), szerb énekesnő
- Gordana Čomić (sz. 1958), szerb politikus
- Gordana Đilas (sz. 1958), szerb költő
- Gordana Gadžić (sz. 1955), szerb színésznő
- Gordana Grubin (sz. 1972), szerb kosárlabdázó
- Gordana Jankuloska (sz. 1975), észak-macedóniai politikus
- Gordana Jurčan (sz. 1971), horvát röplabdázó
- Gordana Kamenarović (sz. 1958), szerb színésznő
- Gordana Knezević (sz. 1950), szerb újságíró
- Gordana Komadina (sz. 1976), horvát kosárlabdázó
- Gordana Kuić (sz. 1942), szerb novellaíró
- Gordana Matic, horvát-amerikai matematikus
- Gordana Matković (sz. 1960), szerb politikus
- Gordana Perkučin (sz. 1962), szerb asztalitenisz-játékos
- Gordana Suša (sz. 1946), szerb újságíró
- Gordana Tomić (sz. 1990), boszniai modell
- Gordana Marinković (sz. 1974), szerb énekesnő
- Gordana Turuk (sz. 1974), horvát felmenőkkel rendelkező szlovák művész
- Gordana Vunjak-Novakovic, szerb-amerikai orvosbiológiai mérnök